# Tanya Roberts
Victoria Leigh Blum (Nueva York, 15 de octubre de 1949-Los Ángeles, 4 de enero de 2021), conocida artísticamente como Tanya Roberts, fue una actriz estadounidense, famosa por su participación en las series televisivas Los ángeles de Charlie y That '70s Show, y por dos papeles destacados en el cine: la heroína de cómic Sheena en la película homónima y la chica Bond en A View to a Kill junto a Roger Moore. Roberts estaba caracterizada por su sobresaliente belleza lo cual la convirtió en un mito de los 70 y los 80.

## Biografía
Nació en 1949 (aunque muchas fuentes afirman que fue en 1955), de ascendencia irlandesa y judía, creció en el barrio del Bronx, de Nueva York. Tiene una hermana mayor, Barbara.
A los 15 años abandonó sus estudios para casarse y recorrer Estados Unidos haciendo autoestop. De regreso a Nueva York, hace algunos trabajos como modelo. Contrae matrimonio con Barry Roberts, un estudiante de Psicología, y se matrícula en el Actors Studio para estudiar interpretación con Lee Strasberg y Uta Hagen mientras su marido tantea escribir guiones para películas. 
Posteriormente trabaja como modelo publicitaria en televisión, en anuncios de productos como dentífricos y champús, al tiempo que participa en montajes teatrales de Picnic y Antígona en el «Off-Broadway» neoyorquino. Su debut cinematográfico se produce en 1975 con el thriller Forced Entry. Un año después participa en la comedia The Yum-Yum Girls.
En 1977 se traslada junto a su marido Barry Roberts a Hollywood. Allí interviene en las películas Fingers (drama protagonizado por Harvey Keitel), Trampa para turistas (1979; filme del género slasher protagonizado por Chuck Connors), Racket y California Dreaming.
En 1980 le llega la gran popularidad al ser seleccionada entre 2000 candidatas para sustituir a Shelley Hack en la que sería la última temporada de la serie Los ángeles de Charlie, interpretando el papel de Julie Rogers, una joven adiestrada en las calles, que sabe usar más los puños que las armas. Los productores confiaban en que su incorporación al elenco relanzaría la audiencia de la serie, ya en declive; pero no fue así, y el programa dejó de grabarse al año siguiente.
Tras aparecer en la portada de la revista People (8 de septiembre de 1981), participa en la película El Señor de las bestias junto a Marc Singer, John Amos y Rip Torn; inicialmente esta producción no sobresale ni en crítica ni en taquilla, pero con el tiempo adquirirá estatus de película de culto al ser emitida varias veces por televisión. En 1983 Tanya Roberts participa en un filme italiano, Hearts and Armour, basado en el poema épico Orlando furioso, y obtiene un papel coprotagonista junto a Stacy Keach en el telefilme Murder Me, Murder You que daría origen a la saga del detective Mike Hammer. Le ofrecieron repetir papel en posteriores entregas, pero Roberts renunció a él para protagonizar Sheena, Reina de la Selva (1984), basado en un personaje del mundo del cómic. Este filme fracasa en recaudación y recibe malas críticas, siendo nominada Tanya Roberts al premio Razzie; pero un año después se convertiría en chica Bond encarnando a una geóloga en A View to a Kill, junto a Roger Moore, en lo que supuso su cúspide de popularidad.
A partir de 1990 trabajó en dos thrillers eróticos que tuvieron buena acogida: Night Eyes junto a Andrew Stevens, que dio pie a diversas secuelas con otras protagonistas como Shannon Tweed, e Inner Sanctum (1991) con Margaux Hemingway, que con un presupuesto de apenas 650.000 dólares relanzó a su director, Fred Olen Ray. Ya en clave más modesta Roberts rodó varias producciones de corte erótico para el ciclo Hot Line, que se emitió en televisión por cable. 
Gozó de nuevo de un momento de gran reconocimiento al interpretar el papel de Midge Pinciotti en la serie That '70s Show entre 1998 y 2001, a lo largo de unos 80 episodios en los que se codeó con futuras estrellas del cine joven de Hollywood: Ashton Kutcher, Topher Grace, Mila Kunis... Su retiro de la serie, según sus propias declaraciones, fue motivada por la enfermedad de su marido, que terminaría falleciendo el 15 de junio de 2006, tras 32 años de matrimonio. Roberts reaparecería en dos temporadas de la serie como estrella invitada, hacia 2004. 
Tanya Roberts se retiró de la actuación en 2005, si bien en 2008 escribió el prólogo del libro The Q Guide to Charlie's Angels. Durante la pandemia de COVID-19 la exactriz se mantuvo activa en Facebook y Zoom Video.
El 24 de diciembre de 2020, la exactriz sufrió un desvanecimiento tras dar un paseo a sus perros y fue ingresada en el hospital Cedars-Sinaí de Los Ángeles, donde se le aplicó ventilación mecánica. El 3 de enero de 2021, su representante anunció que había muerto, pero luego él mismo informó al medio de noticias TMZ que en realidad estaba viva. La actriz seguía en cuidados intensivos y finalmente, falleció el 4 de enero de 2021, según se confirmó al día siguiente. Según la página web oficial de Roberts, la causa de su muerte fue una infección del tracto urinario que se extendió al riñón, la vesícula biliar, el hígado y luego al torrente sanguíneo.

## Filmografía

### Cine
| Año  | Título                               | Personaje           | Observaciones   |
| ---- | ------------------------------------ | ------------------- | --------------- |
| 1975 | Forced Entry                         | Nancy Ulman         |                 |
| 1976 | The Yum Yum Girls                    | April               |                 |
| 1978 | Fingers, de James Toback             | Julie               | [ 7 ]           |
| 1979 | Trampa para turistas                 | Becky               | [ 8 ]           |
| 1979 | California Dreaming                  | Stephanie           | [ 7 ]           |
| 1979 | Racquet                              | Bambi               | [ 7 ]           |
| 1982 | El Señor de las bestias              | Kiri                | [ 8 ]           |
| 1983 | I paladini - Storia d'armi e d'amori | Angélica (Isabella) | [ 8 ]           |
| 1984 | Sheena, reina de la selva            | Sheena              | Rodada en Kenia |
| 1985 | Panorama para matar                  | Stacey Sutton       | [ 8 ]           |
| 1986 | Body Slam                            | Candace Vandervagen | [ 8 ]           |
| 1988 | Purgatory                            | Carly Arnold        | [ 8 ]           |
| 1990 | Night Eyes                           | Nikki               | [ 8 ]           |
| 1991 | Inner Sanctum                        | Lynn Foster         | [ 8 ]           |
| 1991 | Legal Tender                         | Rikki Rennick       | [ 8 ]           |
| 1992 | Almost Pregnant                      | Linda Alderson      | Video           |
| 1993 | Sins of Desire                       | Kay Egan            | [ 7 ]           |
| 1994 | Deep Down                            | Charlotte           | [ 8 ]           |

### Televisión
| Año             | Título                             | Rol                  | Notas                                                   |
| --------------- | ---------------------------------- | -------------------- | ------------------------------------------------------- |
| 1978            | Zuma Beach                         | Denise               | Película de TV                                          |
| 1979            | Pleasure Cove                      | Sally                | Película de TV                                          |
| 1979            | Greatest Heroes of the Bible       | Bachemath            | "Jacob's Challenge"                                     |
| 1980            | Vega$                              | Off. Britt Blackwell | "Golden Gate Cop Killer: Parts 1 & 2"                   |
| 1980            | Waikiki                            | Carol                | Película de TV                                          |
| 1980–1981       | Los ángeles de Charlie             | Julie Rogers         | 43 episodios                                            |
| 1982            | Vacaciones en el mar               | Diane Dayton         | "Green, But Not Jolly/Past Perfect Love/Instant Family" |
| 1982            | La isla de la fantasía             | Amanda Parsons       | "The Ghost's Story"                                     |
| 1983            | Murder Me, Murder You              | Velda                | Película de TV                                          |
| 1994            | Burke's Law                        | Julie Reardon        | "Who Killed Nick Hazard?"                               |
| 1994–1996       | Hot Line                           | Rebecca              | Serie de TV                                             |
| 1995            | Silk Stalkings                     | Callie Callahan      | "Till Death Do Us Part"                                 |
| 1996            | The Pandora Directive              | Regan Madsen         | Videojuego                                              |
| 1997            | The Blues Brothers Animated Series | Toni G. (voz)        | Serie de TV                                             |
| 1997            | High Tide                          | Rhonda Fogel         | "Girl on the Run"                                       |
| 1998            | The Angry Beavers                  | Marsha (voz)         | "Same Time Last Week/Beaver Fever"                      |
| 1998–2001, 2004 | That '70s Show                     | Midge Pinciotti      | 80 episodios                                            |
| 2002            | Off Centre                         | Gretchen             | "Mike & Liz & Chau & Jordan"                            |
| 2003            | Fillmore!                          | Autor (voz)          | "The Unseen Reflection"                                 |
| 2005            | Eve                                | Rebecca              | "Kung Fu Divas"                                         |
| 2005            | Barbershop                         | Ellie Palmer         | "Family Business", "Debates and Dead People"            |